# Dioclea decandra
Dioclea decandra är en ärtväxtart som beskrevs av Gerda Jane Hillegonda Amshoff. Dioclea decandra ingår i släktet Dioclea och familjen ärtväxter. Inga underarter finns listade i Catalogue of Life.